# Le Peuple (1921)
Pour les articles homonymes, voir Le Peuple.
Le Peuple est une publication de la Confédération générale du travail.

## Historique

### Le quotidien (1921-1939)
Le Peuple commence à paraître comme un quotidien en 1921, en remplacement de La Bataille, où s'exprimait déjà la majorité de la CGT de l'époque. La Bataille, nommée à sa création La Bataille syndicaliste avait elle-même succédé à La Voix du Peuple (1900-1914), Dès le premier numéro, Léon Jouhaux, secrétaire général de la confédération explique la nécessité et le but de ce « journal quotidien du syndicalisme ». Mais il s'agissait aussi de contrer La Vie ouvrière, journal des minoritaires, et L'Humanité dirigé par Marcel Cachin. Lors de la réunification de 1936 entre la CGT et la CGTU, Le Peuple devient l'organe confédéral officiel. Cependant il ne rencontre pas le succès commercial que l'audience grandissante de la CGT pouvait faire espérer. L'historien Georges Lefranc remarque la forte concurrence des divers journaux et revues syndicalistes. Outre la presse quotidienne généraliste et politique, le journal de la CGT est concurrencé par La Vie ouvrière, qui s'adresse aux anciens « unitaires », Syndicats qui regroupe autour de René Belin les éléments hostiles aux communistes, La Révolution prolétarienne qui s'adresse aux syndicalistes révolutionnaires, les organes catégoriels et des fédérations, comme La Tribune des fonctionnaires. Et les amis de Léon Jouhaux lancent aussi, en 1937, l'hebdomadaire Messidor. La diffusion de 16 660 exemplaires en 1939 fait écrire par Danielle Tartakowsky :

« La réussite formelle de ce journal que fut Le Peuple et sa valeur documentaire et informative sont incontestables. Sa réussite en terme commercial l'est moins. »

Son exploitation est déficitaire et ne doit sa survie qu'aux subventions de la Confédération. Après la déclaration de guerre, Le Peuple devient hebdomadaire en octobre 1939, et suspend sa parution après le 6 juin 1940. Il ne paraît pas pendant l'Occupation.

### Hebdomadaire (1944-1952) puis bimensuel
Au lendemain de la Guerre, il reparaît à partir de septembre 1944, sous une périodicité hebdomadaire, et bien que dirigé et rédigé par des syndicalistes de la tendance Force ouvrière (FO), à l'image de son directeur Albert Bouzanquet, il laisse une large place à l'expression des anciens « unitaires ». Sa diffusion serait en 1946 de 120 000 exemplaires. Néanmoins il reste aux mains des majoritaires de la CGT au moment de la scission syndicale de décembre 1947. Il est diffusé en kiosque jusqu'en 1952.
Avec la décision de faire de La Nouvelle Vie ouvrière (NVO) la publication de masse de la CGT, Le Peuple devient à partir de 1952 un organe d'informations à destination des organisations de la CGT les informant de la vie interne de la Confédération. Bimensuel, il est alors dirigé par un membre du bureau confédéral réputé pour ne pas être membre du parti communiste, au contraire de La Vie ouvrière. Depuis les restructurations ayant affecté la presse CGT au cours des années 2000, Le Peuple continue de publier les documents et comptes-rendus des congrès de la confédération.

## La direction duPeuple
La direction du journal Le Peuple, porteur officiel de la « parole CGT » est assurée par un membre de la direction de la CGT. De sa création jusqu'à 1948, ce sont des proches de Léon Jouhaux qui assument cette tâche. De 1948 à 1995 ce sont des non communistes qui tiennent ce poste, non dénué d'importance et d'enjeu, car le bimensuel assure la publication des débats internes, en particulier les comptes-rendus des réunions du Comité confédéral national (CCN), instance statutaire suprême entre les congrès. De 1978 à 1995, notamment, période de fortes tensions internes, clivées politiquement, Le Peuple est le seul organe de la centrale syndicale où sont transcrits les débats.

### Les directeurs du journal
- 1923-1936 : Francis Million
- 1936-1939 : Raymond Bouyer[19]
- 1945-1948 : Albert Bouzanquet
- 1948-1955 : Jacques Marion[20]
- 1955-1972 : Jean Schaefer[21]
- 1973-1982 : René Buhl[22]
- 1982-1992 : Jean-Claude Laroze[23]
- 1992-1995 : André Deluchat[24]
- 1995-2009 : Daniel Prada[25]

## Quelques « plumes » et rédacteurs
- Pierre Lazareff publie dans Le Peuple son premier article.
- Raymond Manevy est rédacteur en chef jusqu'en 1930. Il est plus tard un historien de la presse française.
- Eugène Morel, rédacteur de 1921 à 1948, est un dirigeant du Syndicat national des journalistes CGT puis du Syndicat national des journalistes (SNJ).
- Henry Poulaille est nommé directeur littéraire du Peuple à la fin de l'année 1925[26]. Il y succédait à l'écrivain, Victor Margueritte[27]. Il y développe sa conception de la Littérature prolétarienne. Le quotidien publie plus tard en feuilleton la plupart de ses romans du cycle autobiographique « Le Pain quotidien »[28],[29].
- Maurice Harmel est un des principaux rédacteurs jusqu'en 1939. Il meurt en déportation.
- Roger Vailland, en 1938, y publie en feuilleton Un homme du peuple sous la Révolution, coécrit avec Raymond Manevy[30],[31].
- Claude Germon, syndicaliste CGT des Finances, est rédacteur en chef[32] de 1973 à 1978. Il est ensuite maire socialiste de Massy (Essonne) et député de l'Essonne.